# Ramon de Nicolau i Ferrer
Ramon de Nicolau i Ferrer (Reus, 2 de novembre de 1722 - Reus, 17 d'abril de 1779) va ser un botiguer de teles, comerciant i cavaller català, fill de Marià Nicolau i Querol.
El seu pare era un comerciant reusenc de bona reputació que va aconseguir participar en els guanys que la conjuntura econòmica de Reus a la seva època va propiciar als que s'arriscaven. Ramon de Nicolau heretà una fortuna i s'emparentà amb la família noble dels Miró. El 1748 es casà amb Maria Francesca de Miró i March, filla de Pau de Miró i Claveguera i germana de Pau de Miró i March. Va seguir la línia mercantil del seu pare i va voler aconseguir la noblesa, comprant la senyoria i el terme de Saraís, al doctor Josep Agustí d'Ascon i Garcia, per 8.340 lliures. Els delmes d'aquesta senyoria van estar segrestats des de 1783 a 1785 a causa d'un plet, però el 1787, un cop solucionada la qüestió Francesc de Nicolau i de Miró, el seu fill, va cobrar els delmes endarrerits. El 1773 Ramon de Nicolau va obtenir els privilegis de ciutadà honrat de Barcelona, primer, i de cavaller després. Va ser propietari, per extinció de la branca dels Folc, parents seus, de Cal Nicolau, que agafà el seu nom, al terme de Vinyols, una finca agrària molt productiva. Amb gran influència a la seva ciutat natal, va ser alcalde de Reus del 1771 al 1772.